# Martinci (Buzet)
Pour les articles homonymes, voir Martinci (homonymie).
Martinci (en italien : Martinzi) est une localité de Croatie située en Istrie, dans la municipalité de Buzet, dans le comitat d'Istrie. En 2001, la localité comptait 22 habitants.

## Démographie
| 1948 | 1953 | 1961 | 1971 | 1981 | 1991 | 2001 |
| ---- | ---- | ---- | ---- | ---- | ---- | ---- |
| 110  | 93   | 61   | 32   | 33   | 20   | 22   |